# Øresundsakvariet
Øresundsakvariet  er et museum for dyrelivet i Øresund, og er en del af Københavns Universitet. Akvariet ligger tæt på Øresund og på Nordhavnen i Helsingør. Øresundsakvariet har i perioden 2005 til 2006 gennemgået den største udvidelse og renovering siden akvariet åbnede i 1973. Forbedringerne indebærer bl.a. et helt nyt moderne filtreringsanlæg til akvarievandet, som giver det Danmarks reneste vand.